# Luis Tristán

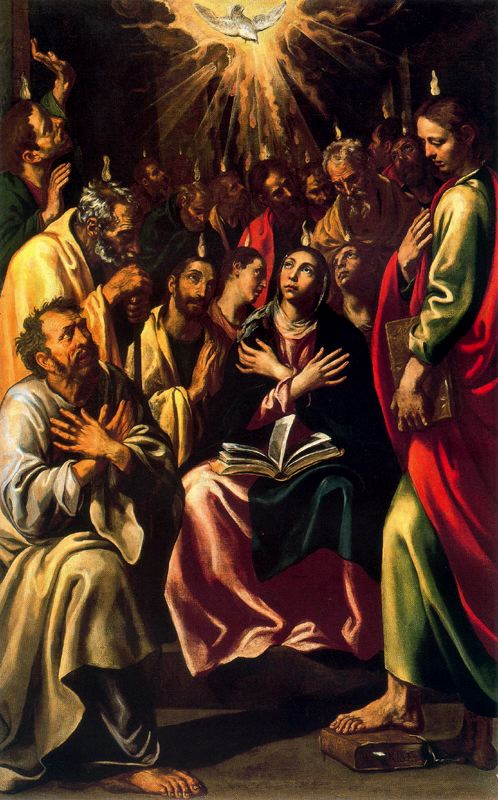
Pentecostes, Museu de Belas Artes, Bucareste, Romênia.

Luis Tristán de Escamilla, também conhecido como Luis de Escamilla ou Luis Rodríguez Tristán (Toledo, 1585 — 1624), pintor espanhol do Maneirismo, pertencente ao chamado Século de Ouro. 

## Biografia
Filho de comerciantes e artesãos toledanos, começou a trabalhar como ajudante de El Greco, cujo estilo imitou - chegando por vezes  a ter obras suas atribuídas ao grande mestre, confundindo a crítica. Com o mestre ficou entre 1603 e 1606, mas logo viajou à Itália, onde esteve até 1613. 
É considerado como o principal discípulo do pintor toledano Jorge Manuel Theotokópoulos, filho de El Greco. Entretanto, não estilizava tanto as figuras quanto seus mestres e usou dum maneirismo focado no naturalismo, nos pormenores e no tratamento do objeto, já passado de moda, e que derivava da influência de Caravaggio e dos ecos da Contra-Reforma. Trabalhou em sua cidade natal o resto da vida, possuindo estilo muito pessoal, com tons de rude gravidade, tons terrosos sobre toques brilhantes de intenso colorido luminoso, neste ponto superior ao mestre.
À parte alguns retratos de manifesto realismo (Ancião, O Calabrês, O Cardeal Sandoval, etc.) sua obra principal é de temática religiosa, onde apresenta figuras alongadas e distorcidas e composições como as do mestre, mas introduzindo elementos da vida cotidiana como contribuição do gosto naturalista que acaba por impor-se, as figuras impondo maior peso na composição. A mais importante de sua obras é o retábulo do Altar-Mór da Cadetral de la Mancha em Yepes (Toledo), concluído em 1616, com seis cenas da vida de Jesus e oito figuras de santos. na Guerra Civil Espanhola foram destruídas as esculturas de santos do retábulo, que se perderam, mas as telas rasgadas puderam ser reparadas no Museu do Prado, e foram devolvidas em 1942; neste museu podem ser contemplados suas pinturas Santa Mônica e Madalena. Outras obras suas são São Luís distribuindo esmolas (Museu do Louvre) e A ronda do pão e do ovo (Museu Santa Cruz, em Toledo).